# Superintendencia (Chile)
En Chile, las superintendencias son organismos fiscalizadores del Estado de determinadas actividades económicas o servicios públicos. Son autónomas y poseen personalidad jurídica de derecho público. Se relacionan con el Gobierno a través del ministerio respectivo.
Pueden dictar normas obligatorias para los sectores que fiscalizan, conocidas como circulares. No son controladas por otras autoridades, sin embargo sus decisiones pueden ser revisadas por los tribunales de justicia.

## Superintendencias

### Actuales
- Superintendencia de Seguridad Social (SUSESO, 1954)
- Superintendencia de Electricidad y Combustibles (SEC, 1985)
- Superintendencia de Servicios Sanitarios (SISS, 1990)
- Superintendencia de Salud (SuperSalud, 2005)
- Superintendencia de Casinos de Juego (SCJ, 2005)
- Superintendencia de Pensiones (SP, 2008)
- Superintendencia del Medio Ambiente (SMA, 2010)
- Superintendencia de Educación (SEE, 2012)
- Superintendencia de Insolvencia y Reemprendimiento (SIR, 2014)
- Comisión para el Mercado Financiero (2018)
- Superintendencia de Educación Superior (SES, 2018)

### Anteriores
- Superintendencia de Compañías de Seguros (1927-1931)
- Superintendencia de Salitre y Minas (1927-1953)
- Superintendencia de Abastecimientos y Precios (1932-1960)
- Superintendencia de Cobre y Salitre (1953-1960).
- Superintendencia de Sociedades Anónimas, Compañías de Seguros y Bolsas de Comercio (1931-1980)
- Superintendencia de Educación Pública (1953-1981)
- Superintendencia de Valores y Seguros (SVS, 1980-2018)
- Superintendencia de Bancos e Instituciones Financieras (SBIF, 1925-2019)
- Superintendencia de Isapres (SIPS, 1990-2005)
- Superintendencia de Administradoras de Fondos de Pensiones (SAFP, 1980-2008)
- Superintendencia de Quiebras (SQ, 2002-2013)